# Haplochromis latifasciata
O ciclídeo-oblíquo (Haplochromis latifasciata) é uma espécie de peixe da família Cichlidae, mesma família que inclui as tilápias, tucunarés e outros ciclídeos. É endémico do Uganda, do lago Kyoga.